# Nueil-sous-Faye
Nueil-sous-Faye település Franciaországban, Vienne megyében. Lakosainak száma 218 fő (2022. január 1.). Nueil-sous-Faye Braye-sous-Faye, Dercé, Maulay, Pouant, Prinçay és Sérigny községekkel határos.

## Népesség
A település népességének változása:
| Lakosok száma | 253  | 228  | 221  | 213  | 210  | 208  | 212  | 215  | 218  |
|               | 2013 | 2015 | 2016 | 2017 | 2018 | 2019 | 2020 | 2021 | 2022 |